# Jeřáb bělošíjí
Jeřáb bělošíjí (Antigone vipio) je šedobíle zbarvený pták vysoký asi 130 cm původem z východní Číny a Mongolska.

## Popis
Jeho charakteristickým rysem je červené zbarvení na lících. V přírodě žije podle odhadů asi 5000 jedinců.
Jeřáb bělošíjí žije v bažinách a na polích podél řek. Živí se semeny, plody, kořínky a drobnými živočichy. Z travin staví velké hnízdo, do kterého samička snáší dvě hnědavá vejce velká asi 9 cm. Na vejcích sedí oba rodiče po dobu 30–40 dnů.
Ptáci létají s nataženým krkem a nohama, podobně jako čáp bílý. Druh je zařazen na listinu ohrožených druhů zvířat IUCN a CITES.

## Chov v zoo
Tento druh byl v srpnu 2019 chován přibližně ve 100 evropských zoo. V rámci Česka se jednalo o šest zoo v rámci Unie českých a slovenských zoologických zahrad:
- Zoo Děčín
- Zoopark Chomutov
- Zoo Olomouc
- Zoo Ostrava
- Zoo Plzeň
- Zoo Praha

A například na Slovensku je chován v Zoo Bojnice.

### Chov v Zoo Praha
Od roku 1995 byl v Zoo Praha chován pár, kterému se podařilo odchovat několik mláďat. První úspěšný odchov byl zaznamenán v roce 2002. Ke konci roku 2018 byl chován jeden samec.
Tento druh je k vidění v průchozí voliéře Delta za pavilonem Sečuán v dolní části zoo (stav léto 2020).